# Piper trichostylopse
Piper trichostylopse är en pepparväxtart som beskrevs av Trslease. Piper trichostylopse ingår i släktet Piper och familjen pepparväxter. Utöver nominatformen finns också underarten P. t. latum.